# Tornada
Tornada ist ein Ort und eine ehemalige Gemeinde (Freguesia) im portugiesischen Kreis Caldas da Rainha. Die Gemeinde hatte 3527 Einwohner (Stand 30. Juni 2011).
Am 29. September 2013 wurden die Gemeinden Tornada und Salir do Porto zur neuen Gemeinde União das Freguesias de Tornada e Salir do Porto zusammengeschlossen. Tornada ist Sitz dieser neu gebildeten Gemeinde.